# Голлівудська старша школа
Голлівудська старша школа — це чотирирічна державна середня школа в Об’єднаному шкільному окрузі Лос-Анджелеса, розташована на перехресті Норт-Гайленд-авеню та Вест-Сансет-Бульвар у Голлівудському районі Лос-Анджелеса, Каліфорнія.

## Історія
У вересні 1903 року на другому поверсі порожньої комори в масонському храмі на Хайленд-авеню, на північ від Голлівудського бульвару (тоді Проспект-авеню), було відкрито двокімнатну школу. Голлівуд був зареєстрований як муніципалітет у листопаді 1903 року. Hollywood High Organ Opus 481 був подарунком від класу в 1924 році. Після сильного пошкодження водою внаслідок землетрусу в Нортріджі в 1994 році його було відновлено в 2002 році. Кампус був внесений до Національного списку Реєстр історичних місць 4 січня 2012. Талісман школи був взятий з однойменного фільму Рудольфа Валентино 1921 року «Шейх».
До 1961 року він перебував у районі середньої школи Лос-Анджелеса, коли об’єднався в LAUSD.
У футбольному сезоні 2015–2016 років юнацька університетська футбольна команда зіграла в третій шкільній першості під керівництвом головного тренера Френка Галвана. Вони завершили сезон із результатом 12–2. Тренер Галван завершив свою 6-річну тренерську кар'єру в Голлівуді, вигравши 4 чемпіонські титули, 6 матчів у плей-оф, 1 виступ у чемпіонаті міста, півфінал міста, перемагаючи суперників 5 років поспіль (володіючи SUNSET), 25 плюс усі міські гравці та став тренером із найбільшим переможцем у Історія Голлівуду. У сезоні 2016–2017 рр. під керівництвом Беверлі Кілпатрік волейбольна команда хлопчиків університету зіграла в першій шкільній грі на чемпіонат. Їхній історичний сезон завершився із загальним результатом 17–5.
Кольори школи — малиновий і білий, однак кольори, які більшість учнів носять, щоб показати свою гордість Шейха, — червоний і білий. Шкільний духовий загін використовує популярну вітальну криклу «Червоно-білі, давай (шейхи), давай битись!» на спортивних змаганнях! Подейкують, що цей перехід від малинового до білого почався у 1980-х роках, коли школу перефарбували у червоний, щоб заощадити бюджетні кошти. Студенти підхопили це, і відтоді червоний колір став популярним.

## Місце зйомок
Hollywood High був місцем зйомок для фільмів, телевізійних шоу та інших постановок, зокрема:
- Зроблено![7]
- Ненсі Дрю
- Неонові маніяки
- Penn & Teller: Bullshit! (Сезон 5, епізод 1: «Ожиріння»)
- Підлітки з космосу
- Tony Hawk's American Wasteland
- Morrissey: 25 Live
- Вікторія-переможниця

## Видатні випускники
- Френк Дарабонт
- Ентоні Андерсон
- Керол Бернетт
- Кіт Керрадайн
- Роберт Керрадайн
- Адріана Казелотті
- Мардж Чемпіон
- Лон Чейні-молодший
- Воррен Кристофер
- J-Dog
- Едвард Дмитрик
- Лінда Еванс
- Мімзі Фармер
- Лоренс Фішберн
- Джуді Ґарленд
- Джеймс Гарнер
- Глорія Грем
- Барбара Герші
- Джон Г'юстон
- Річард Джекел
- Чак Джонс
- Барбара Кент
- Франк Куртц
- Свузі Керц
- Рута Лі
- Аль Леонг
- Керол Ломбард
- Лейтон Містер
- Енн Міллер
- Карен Морлі
- Рікі Нельсон
- Марні Ніксон
- Бренді Норвуд
- Сара Джессіка Паркер
- Річард Перл
- Стефані Паверс
- Террі Річардсон
- Джон Ріттер
- Джейсон Робардс
- Рут Роланд
- Міккі Руні
- Вільям Бредфорд Шоклі
- Адела Роджерс Сент-Джонс
- Вінс Тейлор
- Лана Тернер
- Еліс Вайт
- Ріта Вілсон
- Фей Рей